# Josep Piella i Planas
Josep Piella i Planas   (Olot, c. 1954) és un ex-pilot de motociclisme català que destacà en competicions estatals d'enduro durant la dècada de 1980, havent estat Campió d'Espanya d'enduro en categoria Sènior la temporada de 1979 i en 125 cc la de 1981. Pilot de gran fortalesa física, durant aquella època se'l coneixia al món de les competicions com a Súper-Piella, el Monstre o l'Extraterrestre entre altres apel·latius.

## Trajectòria esportiva
Mecànic de professió, Piella començà a practicar el trial a 18 anys amb una OSSA MAR. Malgrat no destacar excessivament per la seva habilitat, gràcies a la seva potència física era capaç de superar qualsevol zona a base de força, motiu pel qual se'l coneixia a la comarca com al "rei dels tres peus". Com a exemple, durant l'edició de 1975 dels Tres Dies de Santigosa, disputada sota unes dures condicions climatològiques, fou l'únic participant a arribar dins el temps reglamentari al control del migdia després de superar un terreny tan impracticable que l'organització decidí d'anul·lar aquell tram.
Quan hagué de fer el servei militar començà a alternar el trial amb el motocròs, destacant-hi sobretot en curses disputades sobre circuits enfangats. Amb una Montesa Cappra privada de 250cc arribà a guanyar més de 12 curses en dues temporades. El 1978, després d'haver participat en alguna pujada de muntanya TT, decidí de provar l'enduro (aleshores anomenat Tot Terreny) i debutà als 2 Dies del Segre amb una Bultaco Frontera que li deixaren, tot acabant-hi tercer després de dos difícils dies sota la neu, pluja i fred. Aquell any disputà diverses curses amb la Bultaco amb sort diversa i de cara a la temporada següent el fitxà Josep Maria Pibernat com a pilot oficial de les SWM que començava a importar aquell any.
El 1979, amb la SWM, guanyà la primera cursa de la temporada en categoria Sènior a Oliana i després d'una bona temporada aconseguí el títol estatal. Des d'aleshores i durant uns anys, Piella dominà les competicions d'enduro i arribà aconseguir un altre campionat estatal el 1981 en la cilindrada de 125 cc, ara ja en la categoria màxima (Súper).

## Palmarès
- 2 Campionats estatals d'enduro:
  - 1979: (SWM, Sènior)
  - 1981: (SWM, 125cc)
- Guanyador de les 24 Hores de Moià (1980, SWM)

### Palmarès al Campionat d'Espanya d'enduro
| Any  | Motocicleta | 125 cc | Superiors |
| ---- | ----------- | ------ | --------- |
| 1979 | SWM         | -      | 1r Sènior |
| 1980 | SWM         | -      | 4t        |
| 1981 | SWM         | 1r     | -         |
| 1982 | SWM?        | 6è     | -         |
| 1983 | SWM         | -      | 4t        |